# Svein Bakke
Svein Bakke (* 23. Juni 1953; † 16. Dezember 2015) war ein norwegischer Fußballspieler und -funktionär.

## Sportlicher Werdegang
Bakke bestritt seine komplette Spielerkarriere für Sogndal Fotball, für den er 1971 im Erwachsenenbereich debütierte. Im norwegischen Pokalwettbewerb 1976 erreichte der Stürmer mit der seinerzeit drittklassig antretenden Mannschaft das Endspiel, das jedoch gegen Brann Bergen verloren ging. 1981 wurde er mit der Mannschaft Zweitligameister, die Erstliga-Spielzeit 1982 beendete man jedoch punktgleich mit Mitaufsteiger Molde FK auf einem Abstiegsplatz. Nach unter anderem zwei dritten Plätzen und einer Vizemeisterschaft und anschließendem letzten Platz in der Aufstiegsrunde gewann er mit der Mannschaft in der Zweitliga-Saison 1987 erneut den Meistertitel, so dass er bis zum erneuten Abstieg am Ende der Spielzeit 1989 nochmals Erstligaeinsatzzeit ansammelte. In seiner bis zum Karriereende am Ende der mit dem Wiederaufstieg gekrönten Zweitliga-Saison 1990 erstreckenden neunzehnjährigen Karriere bestritt er für den Klub 514 Spiele, in denen er 321 Tore erzielte.
Nach dem Ende der aktiven Laufbahn engagierte Bakke sich weiterhin für Sogndal Fotball, wo er bis zu seinem Abschied 2005 zeitweise als Sportdirektor arbeitete. Kurzzeitig war er zwischenzeitlich auch für den englischen Klub FC Wimbledon tätig.
Bakkes Sohn Eirik spielte ebenso zeitweise für Sogndal Fotball, wo er nach Spielstationen auch im Ausland zwischen 2015 und 2021 als Trainer arbeitete. Sein Enkel Johan Bakke begann ebenso in der Jugend von Sogndal Fotball, ehe er bei Molde FK seine ersten Schritte im Erwachsenenbereich machte.